# 涂敬 (弘治進士)
涂敬（1475年—？），字寅之，江西南昌府豐城縣人，民籍，明朝政治人物。

## 生平
弘治十四年（1501年）辛酉科江西鄉試第二十三名舉人。弘治十五年（1502年）中式壬戌科會試第二百五十八名，三甲第一百九十一名進士。初授行人司行人，正德四年二月授山东道試監察御史，後掌河南道御史。嘉靖初，巡按广东，四年四月升广东按察司副使、整饬琼州兵备。罢归後，累荐不起。

## 家族
曾祖涂自彰；祖父涂彬文；父涂瑄，教諭。母鄔氏。重庆下。